# Верапаміл
Верапаміл — синтетичний лікарський засіб, що є похідним фенілалкіламіну та належить до групи блокаторів кальцієвих каналів, для перорального та парентерального застосування. Верапаміл уперше синтезований у 1959 році, а у 1964 році вперше описано механізм дії верапамілу як блокатора повільних кальцієвих каналів. Верапаміл був затверджений FDA у 1982 році для лікування аритмій, гіпертонічної хвороби та стенокардії.

## Фармакологічні властивості
Верапаміл — синтетичний препарат, що є похідним фенілалкіламіну та належить до групи блокаторів кальцієвих каналів. Механізм дії препарату полягає у блокуванні так званих «повільних» кальцієвих каналів, уповільнюючи входження іонів кальцію в клітини та знижуючи його концентрацію в клітинах. Верапаміл має антиангінальний та антигіпертензивний ефекти, знижує тонус гладкої мускулатури судин, розширює коронарні та периферичні артерії, знижує загальний периферичний судинний опір, артеріальний тиск, скоротливість міокарду, зменшує післянавантаження та потребу міокарду в кисні та покращує коронарний кровообіг. Верапаміл у незначній ступені впливає на натрієві канали та на альфа-адренорецептори. Верапаміл значно знижує провідність в атріовентрикулярному вузлі, синоатріальному вузлі, знижує атріоветрикулярну провідність та лише в незначній ступені впливає на провідність у шлуночках. При тривалому лікуванні (більше 6 місяців) верапамілом спостерігається, крім зниження артеріального тиску, достовірне зменшення маси лівого шлуночка (на 18%). Верапаміл має здатність до розширення еферентної артеріоли клубочків нирок, що запобігає розвитку внутрішньоклубочкової гіпертензії та гломерулосклерозу, а також покращує кровообіг у нирках. Верапаміл зменшує спазм коронарних судин при стенокардії Принцметала. У хворих із неускладненою гіпертрофічною кардіоміопатією верапаміл покращує відтік крові зі шлуночків. Верапаміл також може зменшувати головний біль судинного генезу. Згідно клінічних досліджень, верапаміл in vitro має здатність блокувати фермент Р170 та частково зменшувати резистентність ракових клітин до хіміотерапевтичних засобів. Верапаміл у комбінації з хлорохіном може застосовуватися у лікуванні малярії для пригнічення активності мутантних білків PfCRT, що сприяють виведенню антипротозойних препаратів із клітин, у штамів малярійного плазмодію, які нечутливі до хлорохіну.

### Фармакокінетика
Верапаміл після перорального прийому швидко та добре всмоктується у шлунково-кишковому тракті, але біодоступність препарату складає при пероральному застосуванні лише 20—35% у зв'язку з ефектом першого проходження через печінку. При внутрішньовенному застосуванні біодоступність препарату складає 100%. Верапаміл добре зв'язується з білками плазми крові. При внутрішньовенному введенні дія верапамілу розпочинається через 5 хвилин після введення та спостерігається у середньому протягом 2 годин. Максимальна концентрація верапамілу в крові після перорального застосування складає 1—2 години після прийому стандартних таблеток, 5—7 годин після прийому таблеток пролонгованої дії та 7—9 годин після прийому капсул пролонгованої дії. Препарат проникає через гематоенцефалічний бар'єр. Верапаміл проникає через плацентарний бар'єр та виділяється в грудне молоко. Метаболізується препарат у печінці з утворенням як активних, так і неактивних метаболітів. Виведення верапамілу з організму багатофазне. Препарат виводиться з організму переважно нирками, частково виводиться з калом. При внутрішньовенному застосуванні період напіввиведення на першій фазі становить 4 хвилини, кінцевий період напіввиведення становить 2—5 годин. При пероральному застосуванні при однократному прийомі препарату період напіввиведення верапамілу становить 2,8—7,4 годин, при багатократному застосуванні збільшується до 4,5—12 годин у зв'язку із насиченням ферментних систем печінки. Час напіввиведення препарату не змінюється при порушенні функції нирок, при важких порушеннях функції печінки період напіввиведення збільшується до 14—16 годин.

## Показання до застосування
Верапаміл застосовується для лікування пароксизмальної надшлуночкової тахікардії (крім синдрому WPW), миготливої аритмії та фібриляції передсердь, синусової тахікардії, передсердної екстрасистолії, стенокардії (у тому числі вазоспастичній та постінфарктній), гіпертрофічній кардіоміопатії, гіпертрофічному субаортальному стенозі. Верапаміл застосовується також у комплексному лікуванні гіпертонічної хвороби.

## Побічна дія
При застосуванні верапамілу найчастішими побічними ефектами є запор (спостерігається у 6,3% випадків застосування препарату), запаморочення (3,6%), головний біль (1,8%), набряк гомілок (1,7%), нудота (1,6%). Серед побічних ефектів із боку серцево-судинної системи найчастіше спостерігаються порушення провідності міокарду (1,9%) та погішення перебігу серцевої недостатності (0,9%). При застосуванні верапамілу також можуть спостерігатися такі побічні явища:
- Алергічні реакції — нечасто висипання на шкірі, свербіж шкіри, гіперемія шкіри обличчя, синдром Стівенса-Джонсона, набряк Квінке, кропив'янка.
- З боку травної системи — рідко діарея; дуже рідко гіперплазія ясен, кишкова непрохідність.
- З боку нервової системи — рідко екстрапірамідні порушення, нервозність, судоми, безсоння, летаргія, загальмованість, депресія, при швидкому внутрішньовенному введенні — транзиторне порушення зору.
- З боку дихальної системи — нечасто кашель (до 1,9% згідно частини клінічних досліджень)[5]; дуже рідко набряк легень.
- З боку серцево-судинної системи — нечасто брадикардія, артеріальна гіпотонія; рідко стенокардія (дуже рідко із розвитком інфаркту міокарду), аритмії. Побічні ефекти з боку серцево-судинної системи частіше спостерігаються у хворих із лівошлуночковою недостатностю або порушеннями атріовентрикулярної провідності.
- Інші побічні ефекти — рідко збільшення маси тіла; дуже рідко гінекомастія, гіперпролактинемія, галакторея, артрит.
- Зміни в лабораторних аналізах — рідко підвищення рівня активності амінотрансфераз та лужної фосфатази; дуже рідко агранулоцитоз, тромбоцитопенія.

## Протипокази
Верапаміл протипоказаний при підвищеній чутливості до похідних фенілалкіламіну, гострому інфаркті міокарду із ускладненнями (у тому числі кардіогенному шоці), атріовентрикулярній блокаді ІІ та ІІІ ступеня та синдромі слабості синусового вузла (крім хворих із імплантованим штучним водієм ритму), при синдромі WPW та LGL. Верапаміл не застосовується при одночасному прийомі бета-блокаторів. З обережністю застосовується препарат при вагітності. Під час лікування верапамілом рекомендовано припинити годування грудьми.

## Форми випуску
Верапаміл випускається у вигляді таблеток і драже по 0,04; 0,08 і 0,12 г; капсул по 0,04; 0,12; 0,18 і 0,24 г; таблеток ретард по 0,2 та 0,24 г; ампул по 2 мл 0,25% розчину. У США та європейських країнах зареєстровані форми для перорального прийому по 0,3 та 0,36 г. Верапаміл разом із трандолаприлом входить до складу комбінованого препарату «Тарка».